# La Logique des essaims
La Logique des essaims  est un recueil de nouvelles de science-fiction de l'écrivain français Ayerdhal publié en 2001 par Imaginaires sans frontières, puis réédité par J'ai lu n° 7414 en 2004.
La plupart des onze nouvelles de ce recueil prennent place dans l'univers « Homéocratique » cher à Ayerdhal.

## Liste des nouvelles
- Scintillements
- Éloge du déficit
- L'Adieu à la nymphe
- Reprendre, c'est voler
- Jusqu'ici tout va bien
- Jessie, le retour
- Notre terre
- Jeu de cons
- La Troisième lame
- Vieillir d'amour
- Pollinisation